# Žlíbek
Žlíbek (niem.  Schlippengrund, Schlippe) – osada, część wsi Tomíkovice w gminie Žulová, położona w kraju ołomunieckim, w powiecie Jesionik, w Czechach.